# 利瓦尼
利瓦尼（读音ⓘ）是拉脫維亞利瓦尼市鎮内的城鎮及其行政中心，位於該國東南部的道加瓦河右岸，距離首都里加約170公里，始建於1553年，海拔高度88米，面積4.7平方公里，2010年人口8,934。